# Mausoleo de los Soldados Yugoslavos de Olomouc

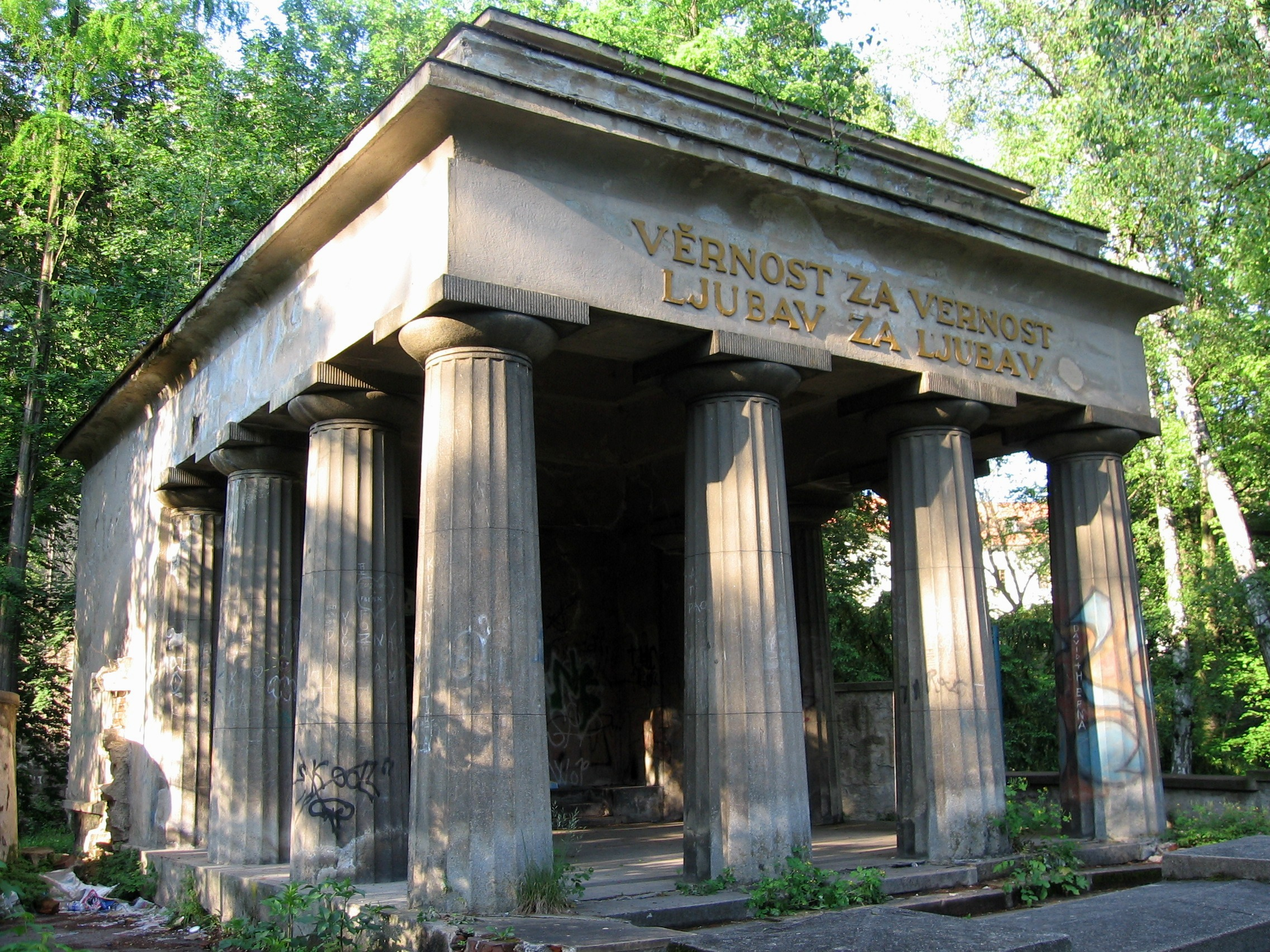
Mausoleo de los Soldados Yugoslavos de Olomouc.

El Mausoleo de los Soldados Yugoslavos es una capilla construida en estilo neoclásico con un osario que contiene los restos de los soldados yugoslavos muertos en la Primera Guerra Mundial. Fue construido en 1926 por la Liga Checoslovaco-Yugoslava en el Parque Bezruč en Olomouc (Checoslovaquia, actualmente República Checa). El diseño de la capilla fue obra del arquitecto Hubert Aust.
El mausoleo perteneció a Yugoslavia hasta su disolución. En la actualidad, se encuentra dañado, pero se ha impedido realizar obras de renovación debido a un conflicto sobre los derechos de propiedad de la construcción.

## Características
La capilla tiene 11 metros de alto, y está coronada por una cúpula. Una escalera de dos ramas conduce a la entrada de la capilla detrás de doce columnas dóricas dispuestas en tres filas. Un epígrafe en la entrada de la capilla dice «VĚRNOST ZA VĚRNOST – LJUBAV ZA LJUBAV», donde la primera parte está en checo y significa lealtad por lealtad, mientras que la segunda está en serbocroata y significa amor por amor. El edificio está emplazado sobre un montículo artificial, en cuyo interior se encuentra el osario. La entrada al osario es un portal con un relieve de arenisca con la representación de una mujer en duelo y los símbolos nacionales de Yugoslavia y Checoslovaquia. El osario contiene los restos de más de 1100 soldados yugoslavos que murieron en los hospitales militares de Olomouc.

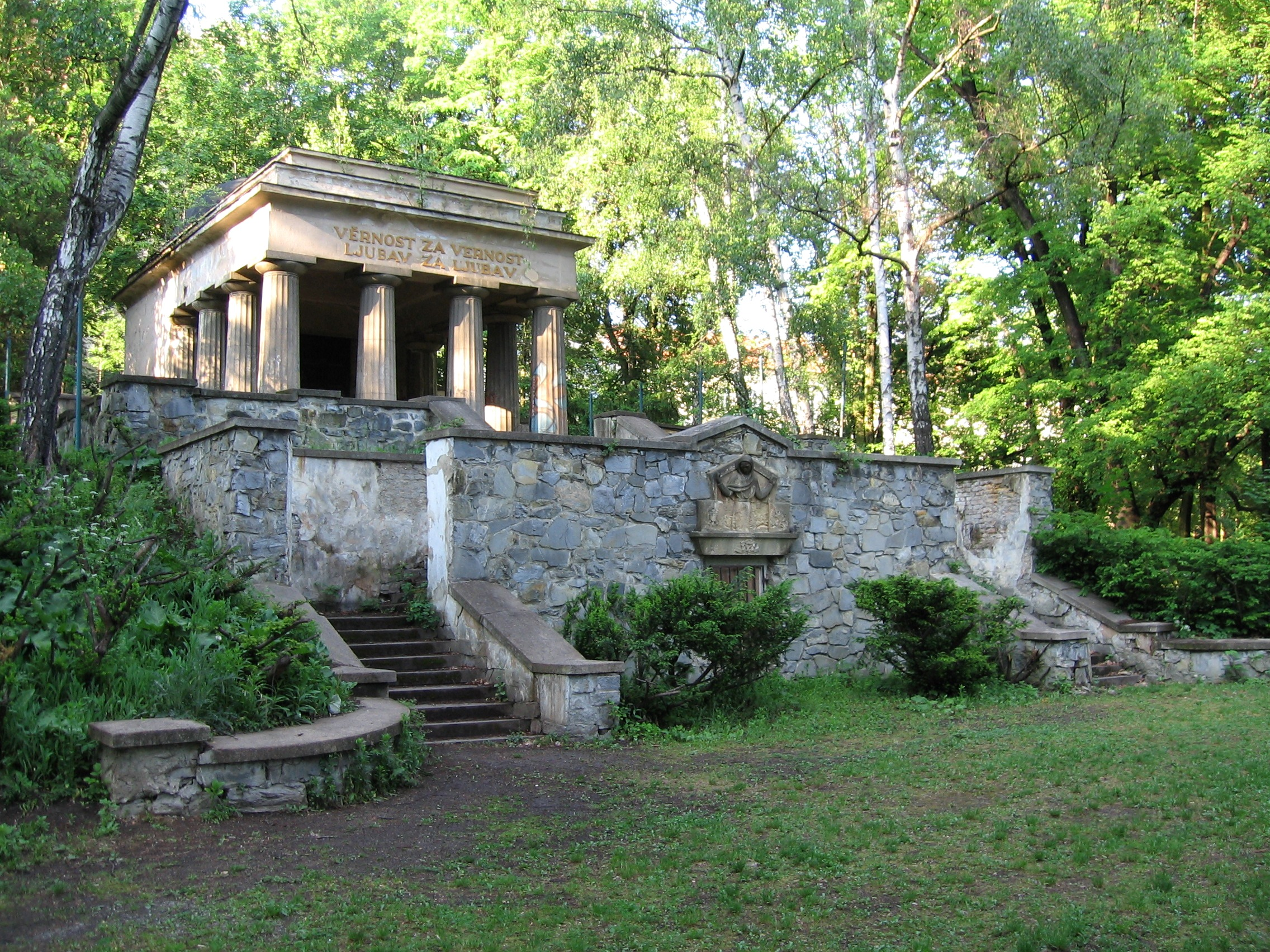
Mausoleo de los Soldados Yugoslavos de Olomouc.
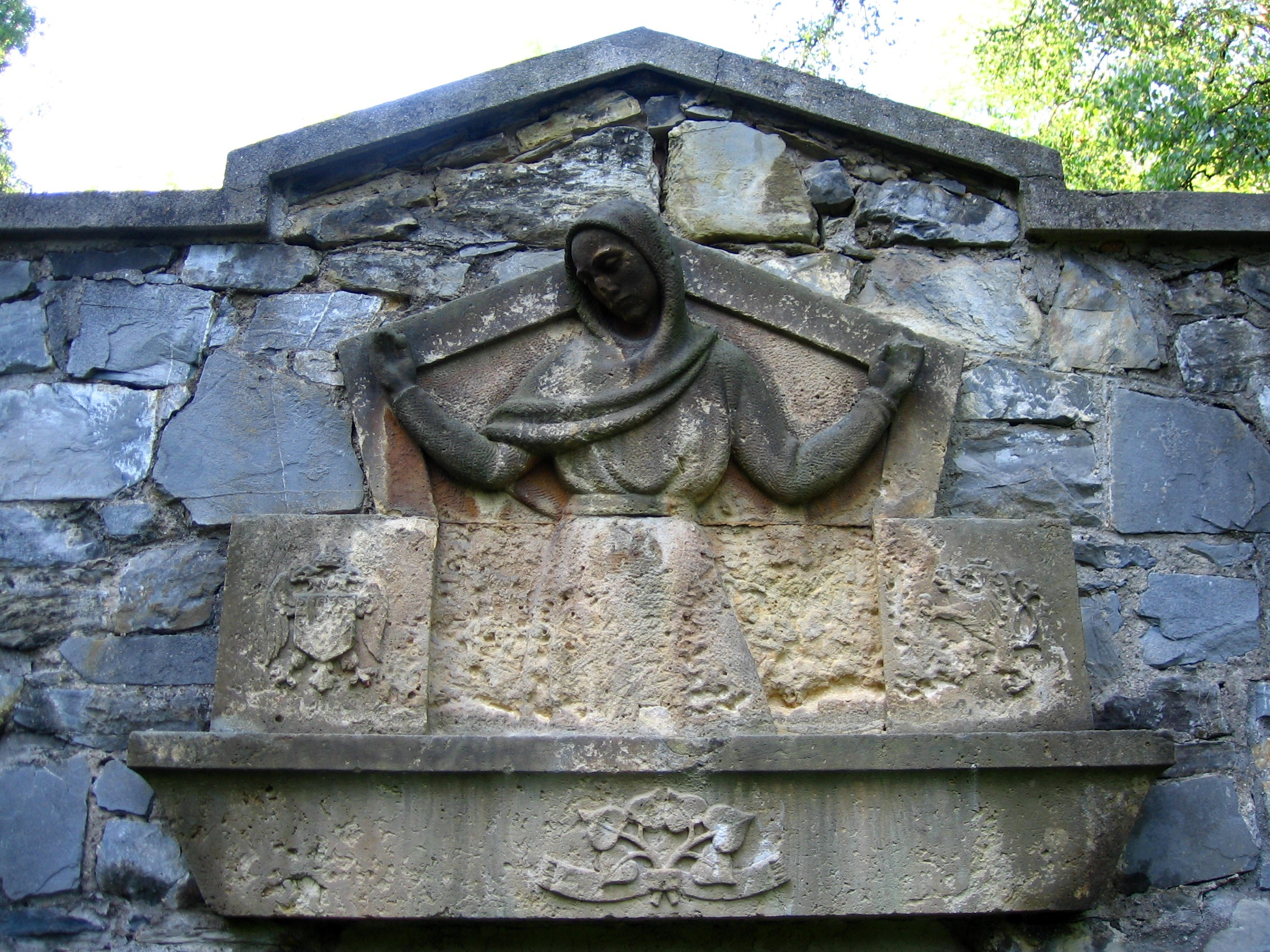
Relieve de arenisca dañado sobre el portal del osario.
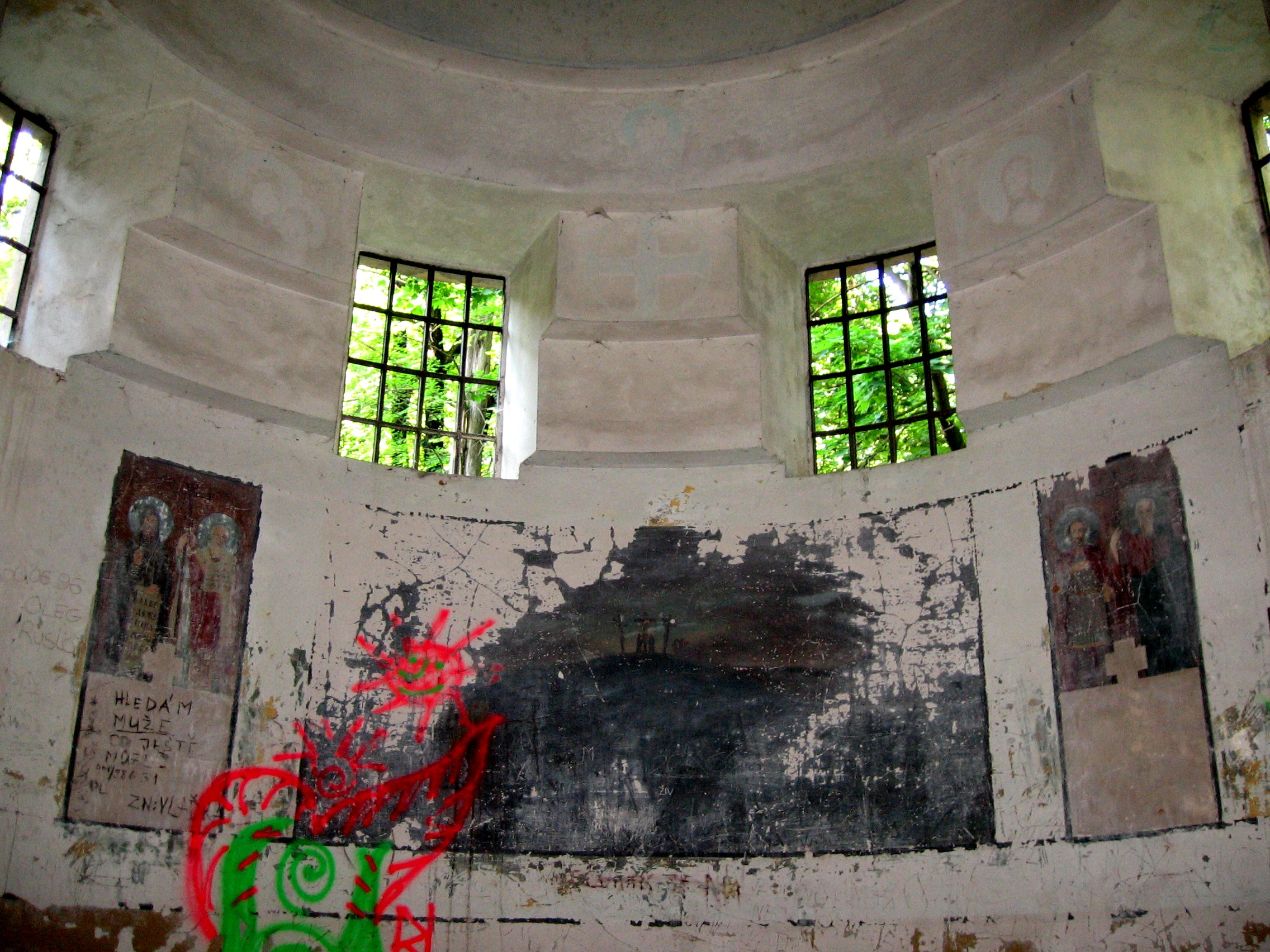
Interior de la capilla con restos de los frescos.

## Condición y planes de renovación
El mausoleo se encuentra en mal estado de conservación debido tanto a causas naturales como a actos vandálicos, y por lo tanto no está abierto al público. Las escaleras y el cableado eléctrico están muy deteriorados, y los frescos de santos pintados en estilo bizantino también se encuentran parcialmente dañados.
En el pasado, la entrada al osario estaba cerrada con una rejilla y una puerta de madera, pero estas fueron destruidas por vándalos, que también destruyeron varios ataúdes de madera y robaron varias calaveras y huesos varios. Como resultado de ello, se tapió el portal en 1990. Esto permitió que el osario se salvara de la inundación que azotó Olomouc en 1997. Se reabrió la entrada en 1998 para evaluar las reparaciones necesarias para restaurar la construcción y para detener el crecimiento de moho, después de lo cual se volvió a tapiar de nuevo.
El primer intento de renovación se inició con negociaciones con su propietario oficial, la República Federativa Socialista de Yugoslavia, a principios de los años 1990, pero en 1992 Yugoslavia se disolvió, lo cual interrumpió las negociaciones.
En 2006, se llegó a un acuerdo con la embajada de Eslovenia como uno de los Estados sucesores de Yugoslavia. Se estimó que las reparaciones costarían 12,5 millones de coronas checas, importe que provendría de la ciudad de Olomouc, los fondos estructurales de la Unión Europea y el Ministerio de Cultura de la República Checa. Aun así, el proyecto tuvo que suspenderse a finales de ese año debido a que el conflicto sobre los derechos de propiedad del edificio imposibilitaron la financiación europea.